# Illa Dolgi
Dolgi (en rus: остров До́лгий, que significa "illa llarga") és una illa que es troba al mar de Petxora, al nord-oest de la badia de Khaipudirskaia. Llarga i estreta, l'illa fa 38 km de llarg amb una amplada mitjana de 2,8 km. La seva superfície és de 106 km². Orientada de nord-oest a sud-est, està envoltada a cada extrem per diverses illes més petites, l'illa Matveiev al nord i les illes Bolxoi Zelenets i Mali Zelenets al sud, que són l'extensió de la mateixa subestructura.
L'extrem sud de l'illa es troba a només 12 km del continent. L'illa pertany administrativament al districte autònom dels Nenets, un dels ókrugs de l'óblast d'Arkhànguelsk, al nord de Rússia.

## Història
L'explorador Stepan Maliguin va fer un viatge des de l'illa Dolgi el 1736-1737. Dos vaixells, el Pervy , comandat per Malyguine i el Vtoroi comandat pel capità Alexei Skouratov, formaven aquesta expedició. Després d'entrar al mar de Kara, aleshores molt poc conegut, van navegar cap a la desembocadura del riu Obi.
Maliguin va fer observacions acurades d'aquestes zones gairebé desconegudes de la costa àrtica russa. Amb aquest coneixement va poder dibuixar el primer mapa relativament precís de les costes àrtiques entre el riu Petxora i el riu Obi.